# Oahu

Carte d'Oahu.

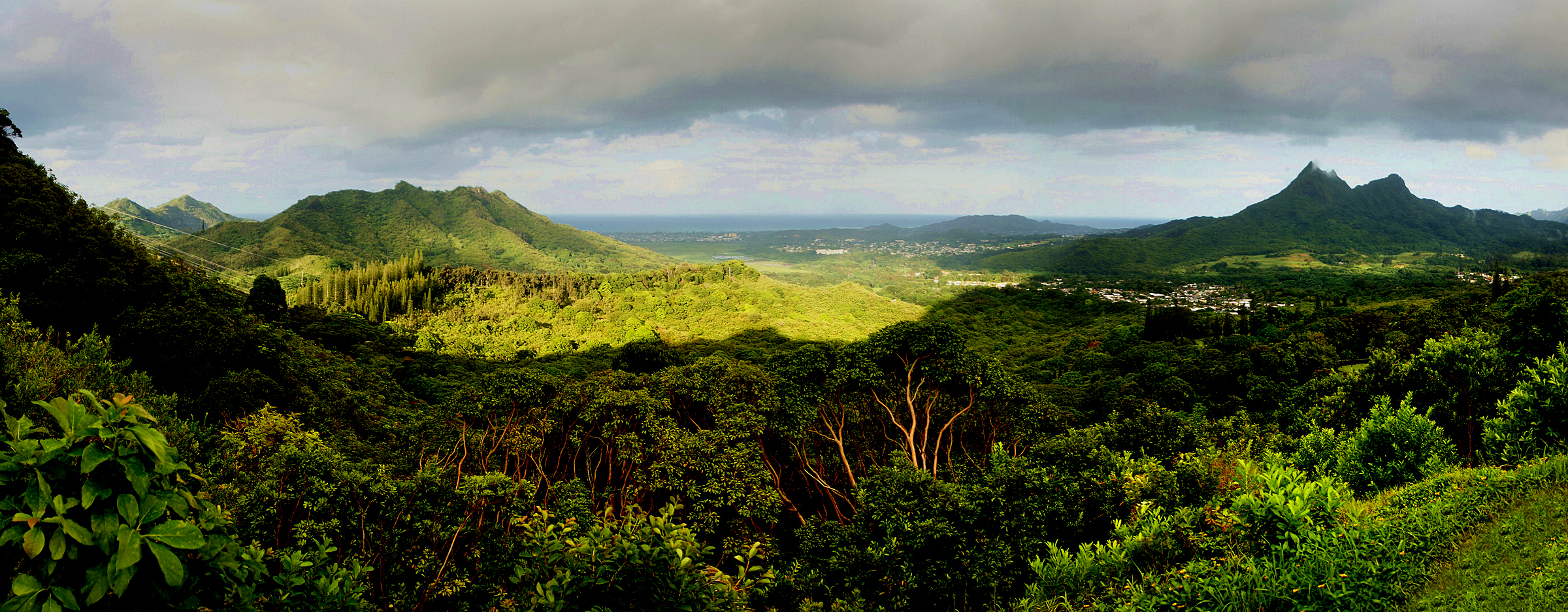
Nuʻuanu Pali

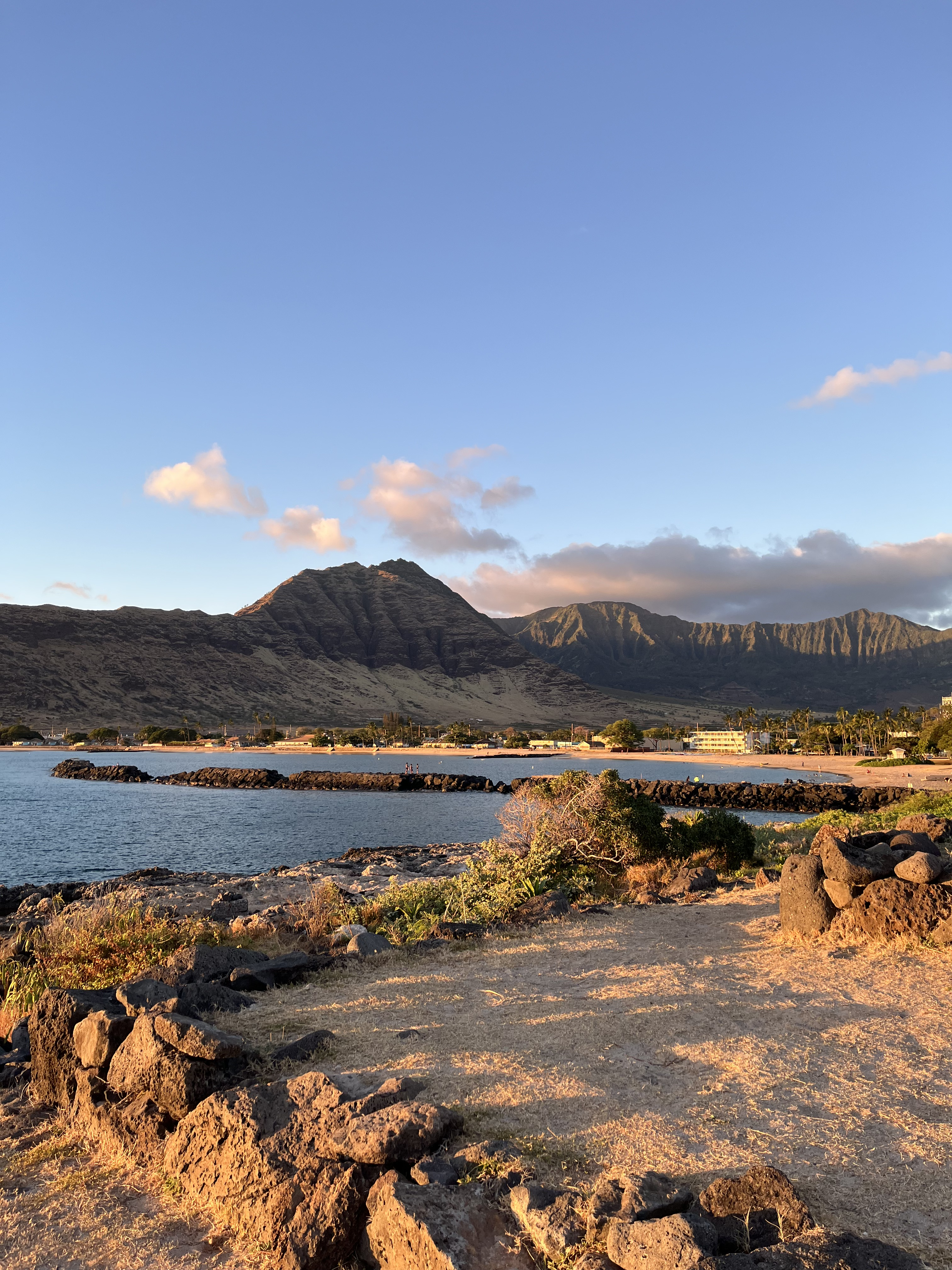
Parc de plage de la baie de Pokai à Waianae, Hawaï.

Oahu, en hawaïen Oʻahu, est la troisième île par la taille de l’archipel d'Hawaï et la plus peuplée des îles formant l’État d'Hawaï. Elle se situe à 42 km à l'ouest-nord-ouest de Molokai et à 117 km à l'est-sud-est de Kauai.  Elle couvre une superficie de 1 545,34 km2, en incluant l’île de Ford et les îlots de la baie de Kaneohe et de la côte est. Elle a 336 kilomètres de côtes. 
L’île s’est formée sous l’action conjointe des volcans Wai’anae et Ko’olau, laissant une grande vallée entre les deux. Le plus haut sommet est le mont Ka’ala qui culmine à 1 225 mètres d'altitude.
L’île est la résidence de près d'un million de personnes, soit environ 75 % de la population de l’État d'Hawaï. En partie à cause de cela, O’ahu a été surnommée « The Gathering Place » (« le point de rassemblement »).
La capitale de l'État d'Hawaï, Honolulu, est située sur la côte sud de l'île, tout comme Pearl Harbor, dont l'attaque par le Japon le 7 décembre 1941, provoqua l'entrée en guerre des États-Unis durant la Seconde Guerre mondiale.

## Toponymie
Le terme « O‘ahu » n’a aucun sens défini en hawaïen autre que celui de designer cet endroit. Une ancienne tradition locale attribue l’origine du nom O‘ahu à Hawai’iloa, le navigateur polynésien crédité de la découverte de l’archipel. L’histoire raconte qu’il nomma l’île en l’honneur d’un de ses fils.

## Principales villes

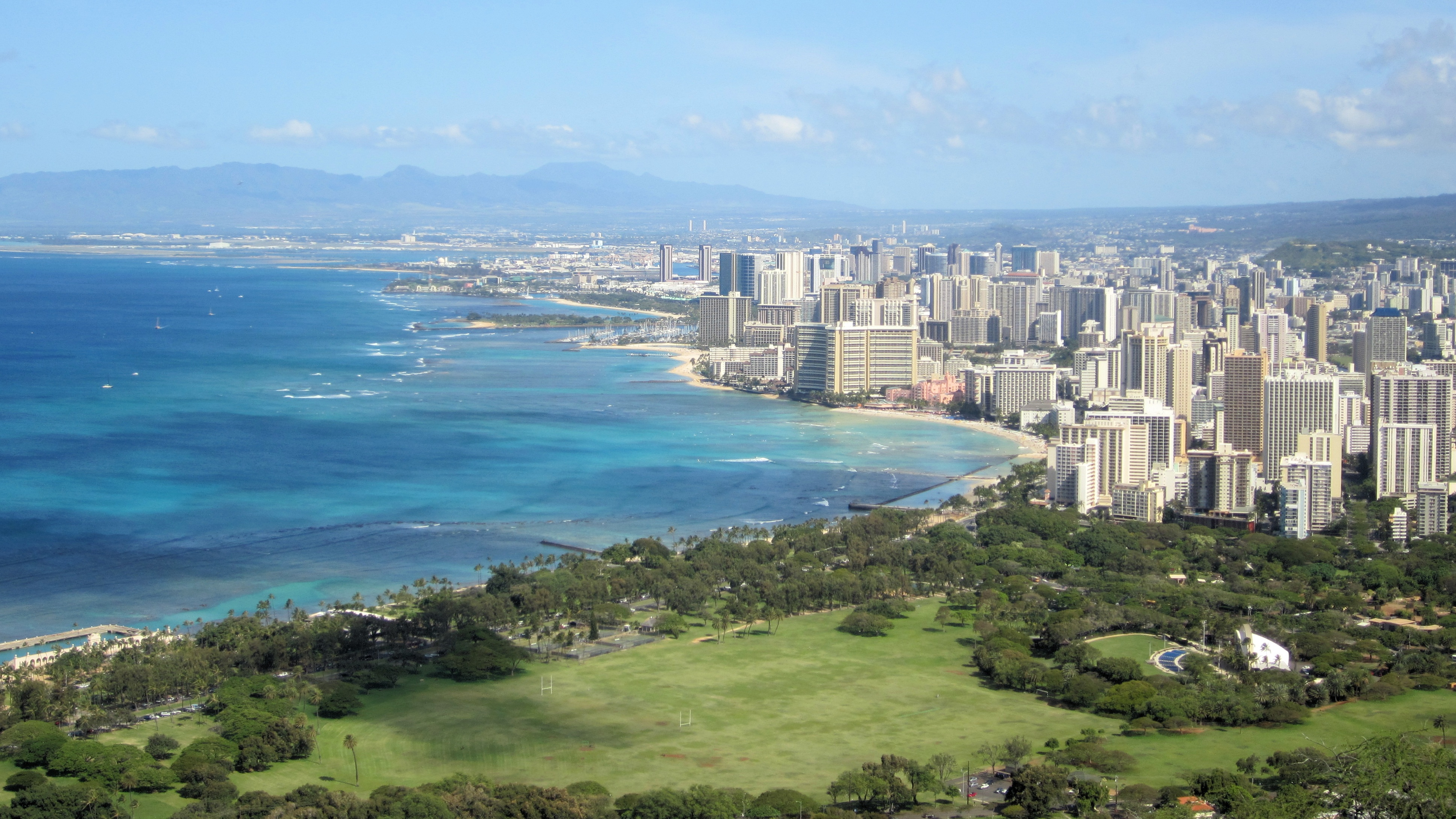
Vue aérienne d'Honolulu.

- Honolulu
- Kailua
- Kaneohe
- Pearl City
- Waimanalo
- Kaaawa

## Transports publics
L'ile est desservie par un système de bus relativement dense pour les États-Unis, TheBus, et construit une ligne de métro.

## Lieux d'intérêt
- Chinatown (en)
- Diamond Head
- Baie de Hanauma
- North Shore
- Pearl Harbor
- Pali Lookout
- Punchbowl Crater

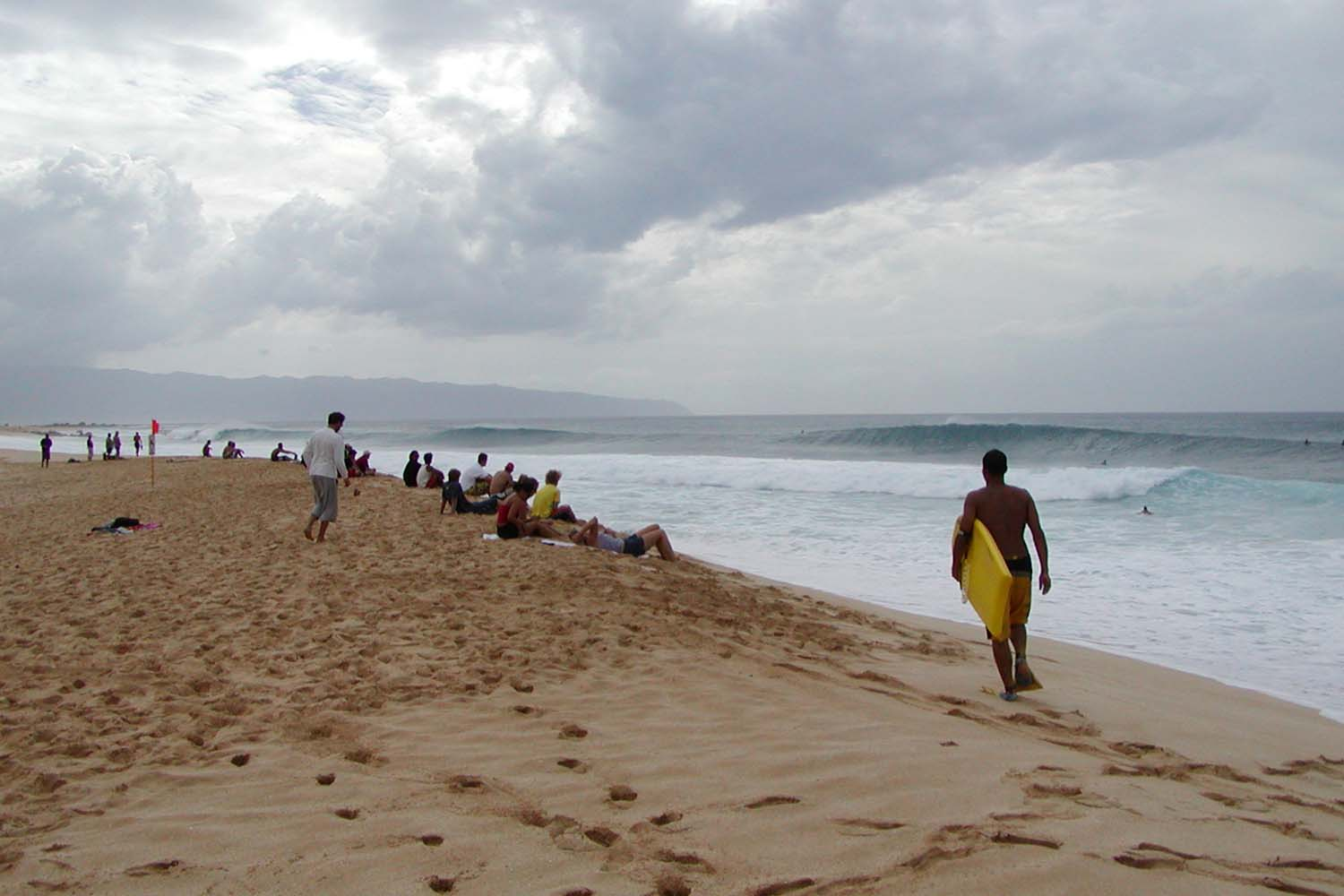
Surfeurs à North Shore.

- Temple Byōdō-in dans la Vallée des Temples
- Waimea Falls
- Lanikai Beach
- Waikiki

## Culture
- Musée Bishop
- Honolulu Museum of Art

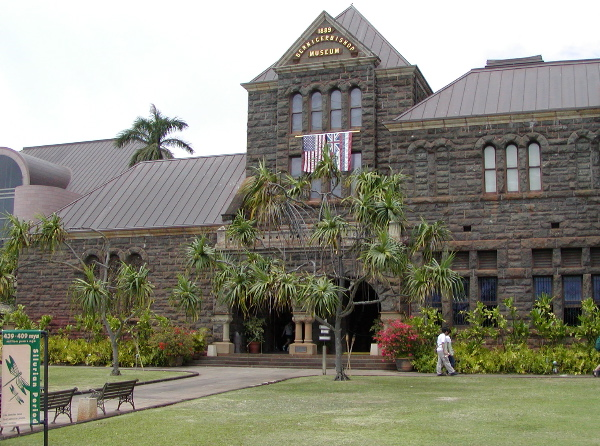
Bishop Museum.

- Honolulu Museum of Art Spalding House (en), musée d'art contemporain sur les hauteurs de Makiki

## Spots de surf
- Banzai Pipeline
- Sandy Beach
- Sunset Beach
- Waïmea

## Dans la culture
L'île d'Oahu est utilisée dans le jeu vidéo Test Drive Unlimited. Elle a été totalement reproduite par les développeurs du jeu et la ville de Honolulu a été particulièrement soignée. L'île est réutilisée dans le deuxième volet du jeu, Test Drive Unlimited 2. 
Elle a également inspiré l'île de Mele-Mele de Pokémon Soleil et Lune.
En janvier 2023, Ubisoft annonce que le troisième opus du jeu vidéo The Crew, prévu dans le courant de cette même année, se déroulera également sur l'île d'Oahu, plus compactée que sur Test Drive Unlimited, elle fait environ 200km².

## Personnalités liées à l'île
- Nawele, un de ses premiers monarques

## Tournages télévisés et cinématographiques
- 1968-1980 : Hawaï police d'État avec Jack Lord
- 1980-1988 : Magnum avec Tom Selleck
- 2004-2010 : Lost : Les Disparus
- 2004-2005 : North Shore : Hôtel du Pacifique
- 2012 : Battleship
- 2010-2020 : Hawaii 5-0
- 2012-2013 : Last Resort
- Depuis 2018 : Magnum
- 2019 : Jumanji: Next Level de Jake Kasdan
- Depuis 2021 : NCIS: Hawaiʻi

Les paysages ont aussi été le cadre de tournage de nombreuses scènes de Jurassic Park et Jurassic Park 3.

## Zone protégée
- Refuge faunique national de la forêt d'Oahu